# 网宿科技
网宿科技（英語：WangSu Technology），成立于2000年1月，是中国大陸一家主要提供CDN、云计算、云安全、全球分布式数据中心等业务的计算服务提供商，總部位於北京市。网宿科技已经在CDN领域，占领2015年市场份额的42.7%，位居行业第一。

## 历史
2000年，网宿科技于上海注册。2001年，开始布局IDC服务；并在2003年，向企业推广VPN业务。2005年，调整研发方向，正式进军CDN领域。2008年，为北京奥运会提供CDN服务。2009年10月，网宿科技在深交所创业板上市。旗下在北京、上海、广州、深圳、济南等地设有分公司，在美国、香港、印度、爱尔兰、马来西亚、南京、杭州等地建有多家全资子公司，并在厦门及美国硅谷设立了研发中心。现有员工三千多名，公司服务的客户超过3000家，是全球同类公司中拥有客户数量较多、行业覆盖面较广的公司。
2014年2月，因为网宿科技的高强业绩增长，其股价一度超过贵州茅台，但也遭遇“茅台魔咒”，随后跌落，但长期保持稳健增长。2016年12月12日，2016年度CCTV中国十佳上市公司榜单对外发布，凭借高速的业绩增长、优秀的企业治理以及稳健的投资回报，网宿科技获评2016年度中国十佳上市公司，为上榜的唯一一家创业板上市公司。同日，工信部向网宿科技和阿里云正式发放CDN业务经营许可证，也是中国进入到牌照时期首批颁发的许可。
2017年1月13日，网宿科技启动港交所H股上市方案，计划新增融资平台。2月21日，网宿科技宣布将通过全资子公司香港网宿向KDDI购买其持有的CDNetworks97.82%的股份，本次交易价格为211亿日元；公司还将通过香港子公司以4.305亿卢布（约合741.5万美元）收购俄CDN运营商CDN-Video七成的股份。
2019年6月6日廣西政府旗下廣西投資集團有限公司以每股12元向陳寶珍購入網宿科技2.52億股無限售條件的股份，佔公司總股本10.37％;和向劉成彥購入其持有的3966.5萬股無限售條件的股份，佔公司總股本的1.63％，合共12%總股本，交易總金額35.03億元人民幣，成為最大股東。

## 产品
网宿科技的产品包括有：
- 云分发
  - 直播加速、点播加速、下载加速、上传加速、云视频、云转码
  - 全站加速、动态加速、网页加速、企业应用加速、极速云传输
  - 上网加速、移动应用加速、HTTPS安全加速、海外加速
- 云计算
  - 计算服务、存储服务、网络服务、云安全服务、云管理服务、云应用服务
  - 行业专有云、运维及咨询
- 云安全
  - 安全云加速、高防云清洗、网站云WAF、政企云安全
- 数据中心
  - 托管空间租用、托管带宽租用、托管设备及软件、数据中心托管、抗DDoS、CC防护服务
  - 云主机租用、SDN/DCI网络
- 全速云
  - Cloudedge、Cloudeye、CloudDNS

## 外部連結
- 官方网站 （简体中文）